# Яворницкое (станция)
Яворницкое (до 1897 — Ивановка; в 1897—2025 — Илларионово; укр. Яворницьке) — железнодорожная станция Приднепровской железной дороги, расположена на 25,4 км линии Днепр-Главный — Синельниково II — Чаплино — Покровск— Авдеевка. Находится в одноимённом посёлке.
Имеет 2 платформы низкие боковые, 5 путей. Останавливаются пригородные поезда.
Постоянный ток 3 кВ.

## История
В 1873 году была открыта железнодорожная станция Лозово-Севастопольской железной дороги. Название станция получила по селу Ивановка, расположенному неподалёку.
Вскоре вокруг стации возник посёлок, изначально представленный пристанционными домами. В 1899 году станция и село было переименовано в Илларионово (по имени владельца земли Иллариона Воронцова-Дашкова).